# Escravatura moderna em Portugal
A escravatura moderna em Portugal é o fenómeno atual de trabalho forçado - ou seja, contra a vontade do trabalhador - que decorre de modo factual, embora não-oficial, dado que é proibido por lei em Portugal.
Estima-se que em 2016 existissem em Portugal 12.800 "escravos modernos" e em 2018 26 000, ocupando o país a 120ª posição mundial de percentagem da população nesta situação, sendo o mais bem posicionado de entre os países da CPLP.

## A abolição oficial da escravatura na metrópole portuguesa
Em 1761, foi proibida a entrada de novos escravos no que é atualmente o território português. Porém, os filhos de escravos que já se encontrassem nesses mesmo território nacional continuariam a ser escravos. Só mediante lei promovida pelo Marquês de Pombal, em 1763, é que passaram os filhos de escravas em território nacional a serem livres.
Mediante pressão diplomática por parte do Reino Unido, e contra os interesses instalados das classes dirigentes em Portugal, começa-se a discutir a abolição total da escravatura no país, tendo a primeira medida com vista à proibição da escravatura em todos os territórios sob domínio português passado a ser lei em 1869, numa altura em que o Brasil já era independente da coroa portuguesa. Na metrópole portuguesa, já quase não havia escravos por então.
Só na década de 1930 morreu a última escrava "oficial" do império, em Lisboa, tendo a mesma sido libertada em 1869.

## Escravatura moderna
A década de 1990 viu desenvolver em Portugal um tráfico de mulheres oriundas da Europa de leste para fins de exploração sexual.

### O papel das leis e da imigração no propiciação da escravatura contemporânea
O atual fenómeno de escravatura moderna em Portugal está intimamente relacionado com o fluxo maciço de imigrantes ilegais para Portugal, por sua vez propiciado pelo enfraquecimento ou desregulação das leis de imigração, por ação dos partidos políticos no poder[carece de fontes?].
Até agosto de 2017, só era concedida autorização de residência em Portugal a imigrantes que apresentassem contrato de trabalho e registo de contribuições para garantir que tinham capacidade de se sustentarem em território nacional. Contra o parecer do Serviço de Estrangeiros e Fronteiras (SEF), o Bloco de Esquerda apresentou uma proposta de lei para autorizar a residência a imigrantes mediante inscrição na Segurança Social e "promessa de um contrato" somente, mesmo sem provas de capacidade de se sustentarem, que foi aprovada pelo governo da "geringonça" com votos dos partidos de esquerda. No seguimento desta alteração na lei, surgiu "todo um mecanismo de negócio de falsos contratos de promessa de trabalho, que eram "vendidos" para trazer pessoas para o território". Ao mesmo tempo levou a um grande aumento de pedidos de regularização para os quais o SEF não tinha capacidade de resposta.
A partir de 2019, o governo da "geringonça" mudou uma vez mais a lei portuguesa para passar a oficialmente "presumir entrada legal" de quem estivesse a trabalhar há 12 meses no país, significando que todos os imigrantes poderiam ser legalizados após 12 meses de estadia ilegal desde que não sejam detetados. Até então exigia-se estrita legalidade na entrada no país, que deixou de ser necessária.
Tal como avisado pelo SEF, estas alterações tiveram como resultado um aumento do chamado "efeito de chamada", que se traduziu em três fenómenos: aumento de imigração clandestina, aumento de exploração laboral e sujeição das pessoas a condições desumanas.
As atuais condições distorcem o mercado de trabalho, pois permitem a empregadores excluir portugueses que conheçam bem a lei e optar por imigrantes em situação ilegal que não reivindiquem um horário máximo de trabalho, salários, segurança social e subsídios, beneficiando também senhorios e especuladores imobiliários.
O SEF, que sempre se opôs às alterações na lei, lembrou ainda ao governo do Partido Socialista (PS) que, "apesar da natureza do projeto ser nacional, uma vez que Portugal se insere num espaço de livre de circulação de pessoas, as alterações aí preconizadas têm de ser ponderadas e compaginadas com os modelos de gestão de fluxos migratórios dos demais Estados membros, atento ao direito de livre circulação dos titulares de autorização de residência em espaço Schengen". No entanto, a extinção do SEF foi decidida a extinção mediante a justificação de um homicídio de um imigrante ucraniano cometido por um dos seus funcionários no aeroporto de Lisboa. A extinção da entidade acabou por ser rejeitada, ficando prevista a sua reestruturação, com vista a separar as competências policiais de controlo e de gestão de fronteiras e as funções administrativas de acolhimento, de integração de imigrantes e de asilo.
Ao contrário de todos os outros países do Espaço Schengen, Portugal não dispõe de polícia de fronteiras, sendo a fiscalização da imigração controlada tanto pela PSP como pela GNR.

### Escravatura agrícola
Desde os finais do século XX - e sobretudo a partir das alterações na lei portuguesa de imigração que ocorreram na década de 2010 -, o trabalho forçado em Portugal tem-se caracterizado pelo tráfico humano e exploração de imigrantes ilegais nas plantações ou fazendas agrícolas no sul de Portugal.
A criminalidade relacionada com o abuso de pessoas em condições de escravatura aumentou exponencialmente no Alentejo, a partir da implantação de olival intensivo em redor do Alqueva, por necessitar de muita mão-de-obra barata. Espanhóis com grande poder financeiro estabeleceram aí vastas plantações, cujos trabalhadores estão na maioria em situação ilegal. Muitos ganham nada mais que 500 euros, que é sobretudo gasto em renda e comida, vivem em habitações superlotadas e registam-se situações de fome e prostituição forçada de mulheres.
O bispo de Beja de 1999 a 2016, António Vitalino Dantas, denunciara entre 2010 e 2012 um regime de escravatura por todo o Alentejo. Segundo o mesmo, as máfias de tráfico humano tinham poder de retirar passaportes às pessoas exploradas, controlar-lhes os movimentos e mantê-las a elas e às famílias sob ameaça de violência.
O fenómeno de moderna escravatura agrícola tem sobretudo foco no concelho de Beja, onde em 2018 residiam 10 000 imigrantes, assim como nos de Ferreira do Alentejo, Aljustrel e Moura, envolvendo imigrantes do Senegal, da Guiné-Conacri, do Paquistão, da Índia, do Nepal, do Bangladesh, da Roménia, da Moldávia, do Brasil e da Bulgária, tendo-se estimado-se o total de imigrantes em situação ilegal e em condições precárias em 28 000. Por detrás do tráfico de pessoas em Portalegre e Beja estão organizações criminosas constituídas por membros da Europa de leste e da Índia. A exploração de mão-de-obra precária é feita por empresas que pagam os trabalhos ao dia, à hora ou por cada atividade, ou senhorios que alugam residências superlotadas, onde chegam a viver 15 ou 20 indivíduos por divisão, garantindo-lhes margens de lucro de 200 a 300 por cento. Alguns permanecem confinados em montes, praticamente sequestrados por engajadores que não possuem escrúpulos, sem contratos, sem descontos para Segurança Social e quase sem salários, sendo raros os agricultores que empregam e alojam diretamente estes trabalhadores. O fenómeno não tem paralelo na Europa.
Em 2022, o sindicato dos trabalhadores do SEF acusou o governo de António Costa permitir a escravização de imigrantes. Segundo o mesmo, registavam-se casos de escravatura moderna um pouco por todo o país, sendo mais visível em Odemira, mas ocorrendo também na Beira Interior durante a apanha da cereja, na região do Douro durante as vindimas e em Trás-os-Montes durante a apanha da castanha. Entre 2018 e 2021, o SEF tinha 32 inquéritos a decorrer, tendo sido detidos 11 suspeitos e tendo 37 pessoas e 14 empresas sido constituídas arguidas, ao passo que 134 pessoas foram sinalizadas como vítimas.
Segundo o SEF, em 2020 existiam no concelho de Odemira em 9600 imigrantes ilegais. Na primavera de 2021, falta de condições sanitárias decorrentes de surtos de Covid-19 pôs pela primeira vez a nu para todo o país a situação de escravatura no concelho de Odemira, onde foi investigada a escravização de 50 pessoas.
Em novembro de 2022, a Unidade de Contra-Terrorismo e o Departamento Central de Investigação e Ação Penal levaram a cabo uma megaoperação contra o tráfico de pessoas no Alentejo. Após mais de 400 inspetores terem levado a cabo pelo menos 60 buscas no Alentejo, foram detidas 35 pessoas entre os 22 e 58 anos por suspeita de tráfico de pessoas, associação criminosa e lavagem de dinheiro. A rede de tráfico montada em Beja contava com membros da Europa de leste, Índia, Paquistão, Timor-Leste, assim como uma solicitadora da vila de Cuba, que ajudava à criação de empresas fantasma e falsificação de documentos. As vítimas eram aliciadas nos países de origem com trabalho, casa e salário, sendo depois mantidas em regime de escravatura, em dívida para com a rede e ameaçadas com violência.
No rescaldo da operação, o então bastonário da Ordem dos Advogados, Menezes Leitão, exigiu intervenção do governo, considerando a situação "muito grave em termos de direitos humanos".
A missão da Organização Internacional para as Migrações, da ONU, em Portugal havia denuncia às autoridades portuguesas casos de escravatura no Alentejo desde 2020. De acordo com a agência, a resposta ao problema passa pela regulação do processo migratório.